# Negro (persona)

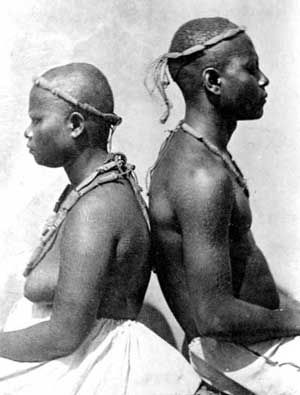
Foto de 1876 de una pareja de la población "gran andamanesa", fotografiada por Edward Horace Man.

El término negro (o, también, persona negra o de etnia subsahariana) es un término de diversos significados, cambiantes según tiempo y lugar, en las clasificaciones étnico-raciales de las personas. Aunque la denominación de una persona como «negra» varía de cultura en cultura, a través del proceso histórico de clasificación racial derivado de la posición hegemónica de la blanquitud, se hace referencia a las personas que habitan o cuya relación se asigna con el África subsahariana, denominada también «África negra». Esta identificación puede variar según el país, a tal punto que una persona considerada como "negra" en determinada región del mundo puede ser identificada, al migrar hacia otra región, dentro de otra categoría de clasificación racial, poniendo en relieve la condición de esta denominación como construcción social en la formación de la palabra negro; a menudo este fenómeno social depende del colorismo, lo que hace que la manifestación de prejuicios y expresiones de racismo varíen según la persona identificada como negra.
Por su parte, la población negra en América, conocida como los «afroamericanos», tuvo su origen en el comercio de millones de africanos y su traslado forzado al continente americano para trabajar como esclavos, realizado por mercaderes europeos y aliados africanos entre los siglos XVI y XIX.[cita requerida]
Los autores expertos en racialidad como Achille Mbembe declaran que la asignación a las personas de origen africano como "negros" fue un proceso histórico, el cual tuvo como objetivo la construcción de sujetos de raza y cuerpos de extracción desde el parámetro de la blanquitud occidental y europea. La construcción de esta categoría racial se llevó a cabo con éxito a través del principio de raza, que se define como:

"Una forma espectral de la división y de la diferencia humana susceptible de ser movilizada con fines de estigmatización y de exclusión, de segregación, por las cuales se busca aislar, eliminar y en efecto destruir físicamente un grupo humano."

Por su parte, el historiador francés Pap Ndiaye considera que «negro» es una «categoría imaginaria», pues se refiere «a personas cuya apariencia es ser negras, y no a personas cuya esencia es ser negras. Los negros son negros porque se los ha tenido por tales en los mundos blancos, particularmente desde el inicio de la Época moderna».
Durante el siglo XIX, el término negro, así como el concepto de raza, trató de tener una transcripción sociobiológica efectuada para justificar los sistemas de plantación y esclavización que ocurrieron a la par de la modernidad occidental y como base de esta. Durante el siglo XX, existieron movimientos políticos de comunidades afrodescendientes para cambiar el uso racista de la palabra, y uno de estos movimientos se llamó negritud.[cita requerida]

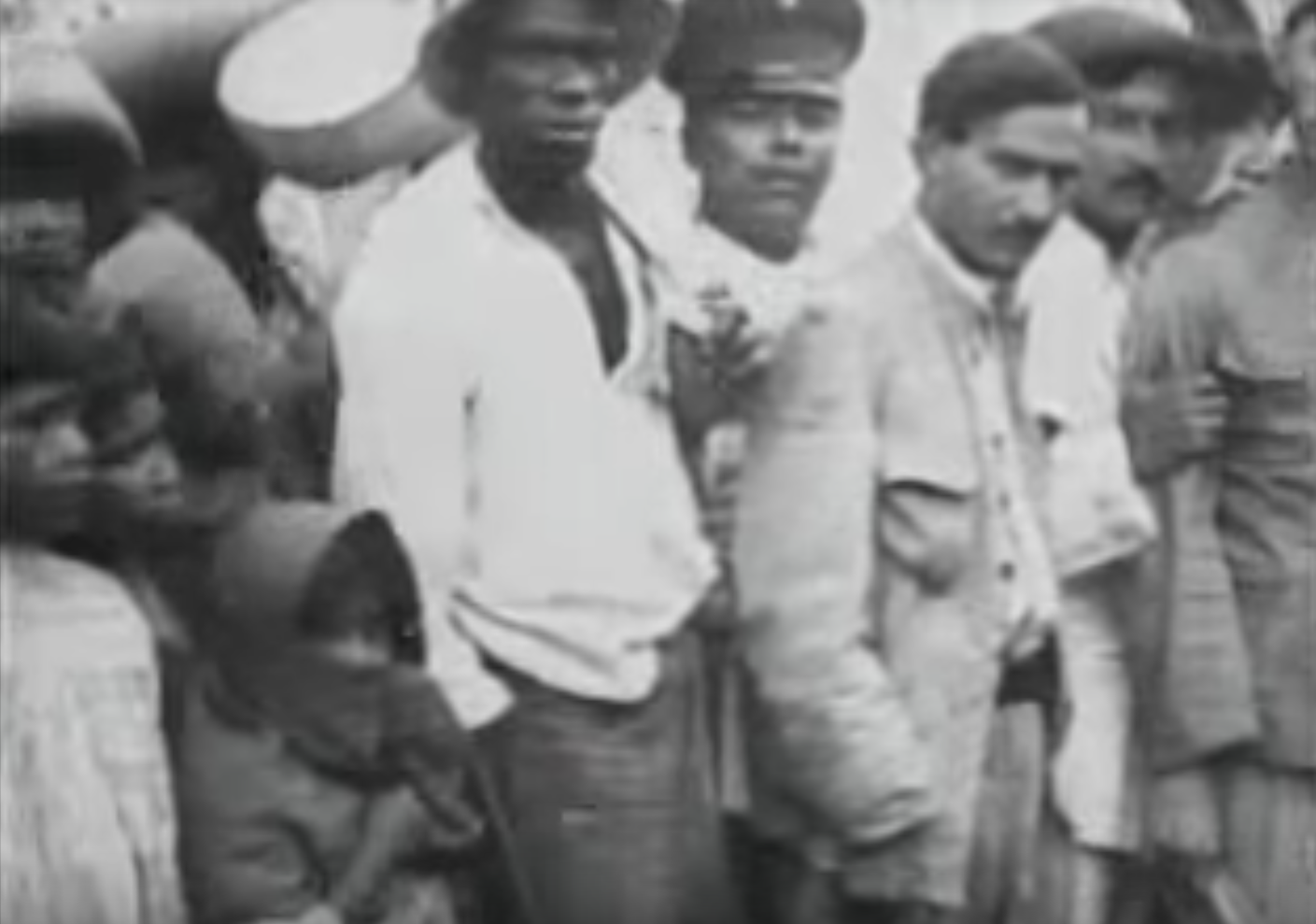
Primer afromexicano en la historia de la filmografía mexicana, captado durante el funeral de Emiliano Zapata.

## Población

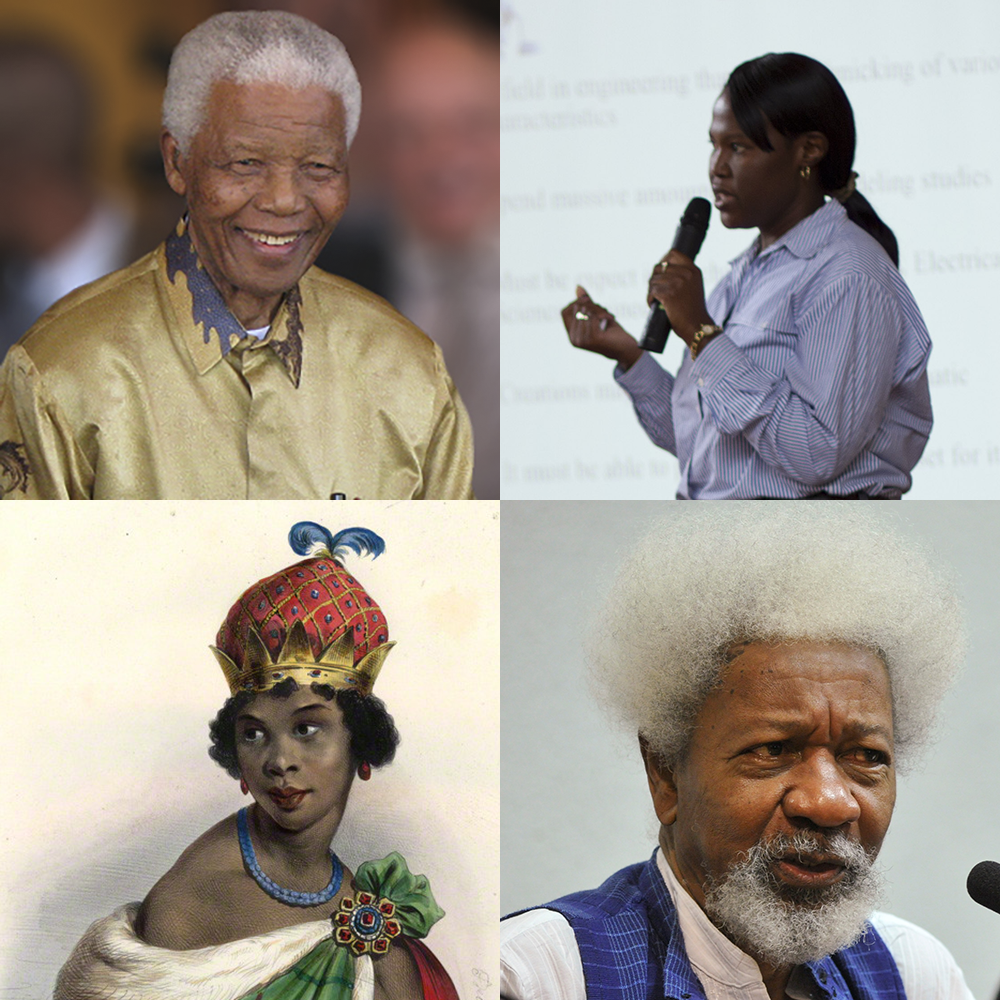
Prominentes figuras negras africanas: Nelson Mandela, político sudafricano; Patience Mthunzi, científica sudafricana; Ana Nzinga, reina de Ndongo y Matamba (hoy Angola); Wole Soyinka, Premio Nobel de Literatura 1986.

En la actualidad, son más de mil quinientos millones de personas las que pueden ser consideradas negras, lo que representa aproximadamente el 20 por ciento de la población mundial. Pueden encontrarse personas negras en todos los continentes, y su distribución tan amplia se debe en gran medida a dos grandes factores:
- el tráfico de esclavos, que tuvo lugar principalmente entre los siglos XV y XIX, a través de los océanos Atlántico e Índico, del que no menos de 80 millones de personas negras fueron víctimas directas o indirectas;
- a la tendencia emigratoria actual.[cita requerida]

Se estima que cerca del 75 por ciento de la población negra del mundo vive en África, continente en el que a su vez constituyen la gran mayoría —un 85 por ciento— de la población total de unos 1186 millones de personas en 2015, fundamentalmente en la denominada África subsahariana. A su vez, América constituye el segundo continente con mayor cantidad de negros, donde suelen recibir el nombre de afroamericanos y representan más del 20 por ciento —unos 200 millones— de la población total del continente americano. Los afroamericanos residen principalmente en Brasil, Estados Unidos, Colombia, Venezuela,Ecuador, Panamá, Guyana, Surinam, Guayana Francesa y en islas del Caribe como Cuba, Dominicana, Puerto Rico, Haití, Jamaica, Bahamas, Barbados, entre otros países. Otros tantos viven en Asia y en Oceanía, principalmente en Melanesia, la península arábiga y en Israel, donde residen unos 118 000 judíos negros (1,6 por ciento de su población; véase también la historia de los judíos en África), que emigraron desde Etiopía a Israel en las décadas posteriores a la creación del Estado israelí, en 1948.[cita requerida]
Además, en Europa residen unos 12 millones de personas negras, según las estimaciones más conservadoras, principalmente en Francia, donde hay unos 2 millones; en Reino Unido, con cerca de 2 millones; Portugal, los Países Bajos, España (en el 2009, se calculaba que serían unos 700 000; en el 2016, posiblemente han superado el millón y medio) e Italia; en general, el número ha ido creciendo a partir de los años 1990, debido a la inmigración de origen africano y afrolatino (afrolatinoamericano), hasta el 2012, en que se redujo la inmigración, aunque se mantiene el crecimiento interno.[cita requerida]
El término «negro» o «afroamericano» se refiere a gente con orígenes en cualquiera de los grupos raciales negros de África. Incluye a gente que indica su raza como “Black, African American o Negro” o que provee entradas escritas tales como afroamericano, keniano, jamaicano, caribeño, nigeriano o haitiano.[cita requerida]
Una etnia (del griego ethnos, ‘pueblo’) es una población humana en la cual los miembros se identifican entre ellos, habitualmente con base en una real o presunta genealogía y ascendencia común o bien en otros lazos históricos. Las etnias también suelen estar unidas por prácticas culturales, de comportamiento, lingüísticas o religiosas comunes. Y suelen reclamar, para sí, una estructura social, política y un territorio.[cita requerida]

## Historia

### Época de los imperios africanos

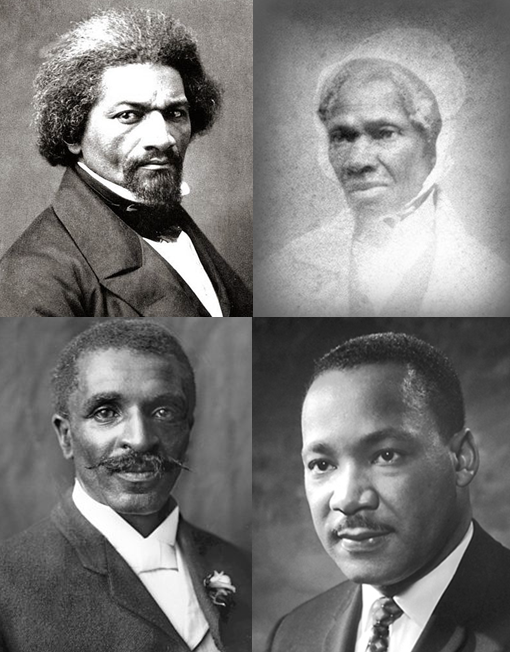
Prominentes figuras negras norteamericanas. De izquierda a derecha: el abolicionista Frederick Douglass, la activista Sojourner Truth, el científico George Washington Carver y el activista Martin Luther King.

Durante la Edad Media, personas negras africanas llevaron a su esplendor a los grandes reinos de Ghana, Mali, Songhay, Kanem-Bornu, Benín, Monompotapa. Asimismo, numerosos eruditos, artistas y conquistadores islámicos fueron negros. En esa época se gesta en Europa la idea de los negros como personas muy ricas (el Preste Juan y Baltasar, por ejemplo).

### Esclavitud
La historiografía actual coincide en desterrar la imagen de la persona negra como esclavas en todas las épocas históricas. La esclavización de las personas negras tiene unas etapas precisas que deben ser diferenciadas de momentos históricos distintos. 
Desde la antigüedad, cerca de 17 millones de africanos han sido vendidos y transportados en caravanas árabes a través del Sahara o embarcados en el Índico, y habría sido el mayor comercio de esclavos africanos.  En la Era Moderna, Europa propicia el tráfico esclavista en África. A partir del siglo XV empieza a crecer la tendencia de esclavizar a personas negras, llegando a su auge a partir del siglo XVIII. Se calcula que hasta 12.5 millones de esclavos fueron exportados a América. Al menos un total de 80 millones de víctimas[cita requerida] son atribuibles al tráfico esclavista moderno y contemporáneo, debido a las muertes en guerras y en las caravanas y buques negreros.
El sistema esclavista, fue imponiendo gradualmente en Europa una imagen distorsionada de las personas negras cuyo objetivo era perpetuar el esclavismo. La clasificación de los grupos humanos en «superiores» e «inferiores» fue el inicio del racismo evolucionista, con teorías como las de Gobineau o el propio Darwin. Generalmente a los negros se los situaba en lo más bajo de la escala. Sin embargo, en todas las épocas, personas negras ilustres hicieron frente a los prejuicios y destacaron en todos los ámbitos, desmintiendo los mitos acerca de su pretendida inferioridad.

### Edad Contemporánea
En los comienzos de la época contemporánea la abolición de la esclavitud, principalmente tras la gesta en 1804 de las personas esclavizadas de Haití, marca una nueva era para los negros en América. Mientras que poco después se inicia la invasión colonialista de África por parte de los europeos y la explotación de sus materias primas mediante el trabajo forzado.
Los años 20 del siglo XX, suponen un florecimiento en Europa y América del arte y la literatura negras, así como la cristalización de una nueva forma musical propia en América; el Jazz. A partir de los años 50, los líderes negros, luchadores por los derechos civiles y sindicales, tienen una presencia destacada en el orden político principalmente en Norteamérica y en África, y a partir de la década siguiente, gracias a las independencias africanas, las personas negras adquieren un peso específico en la geoestrategia mundial.
Actualmente, debido a las herencias coloniales y a su posición de proveedores de materias primas en el orden económico mundial, tanto en África como en algunas partes de Latinoamérica, las poblaciones negras se ven enfrentadas a graves desafíos: pobreza, problemas de nutrición y salud y crisis político-sociales.

## Terminología

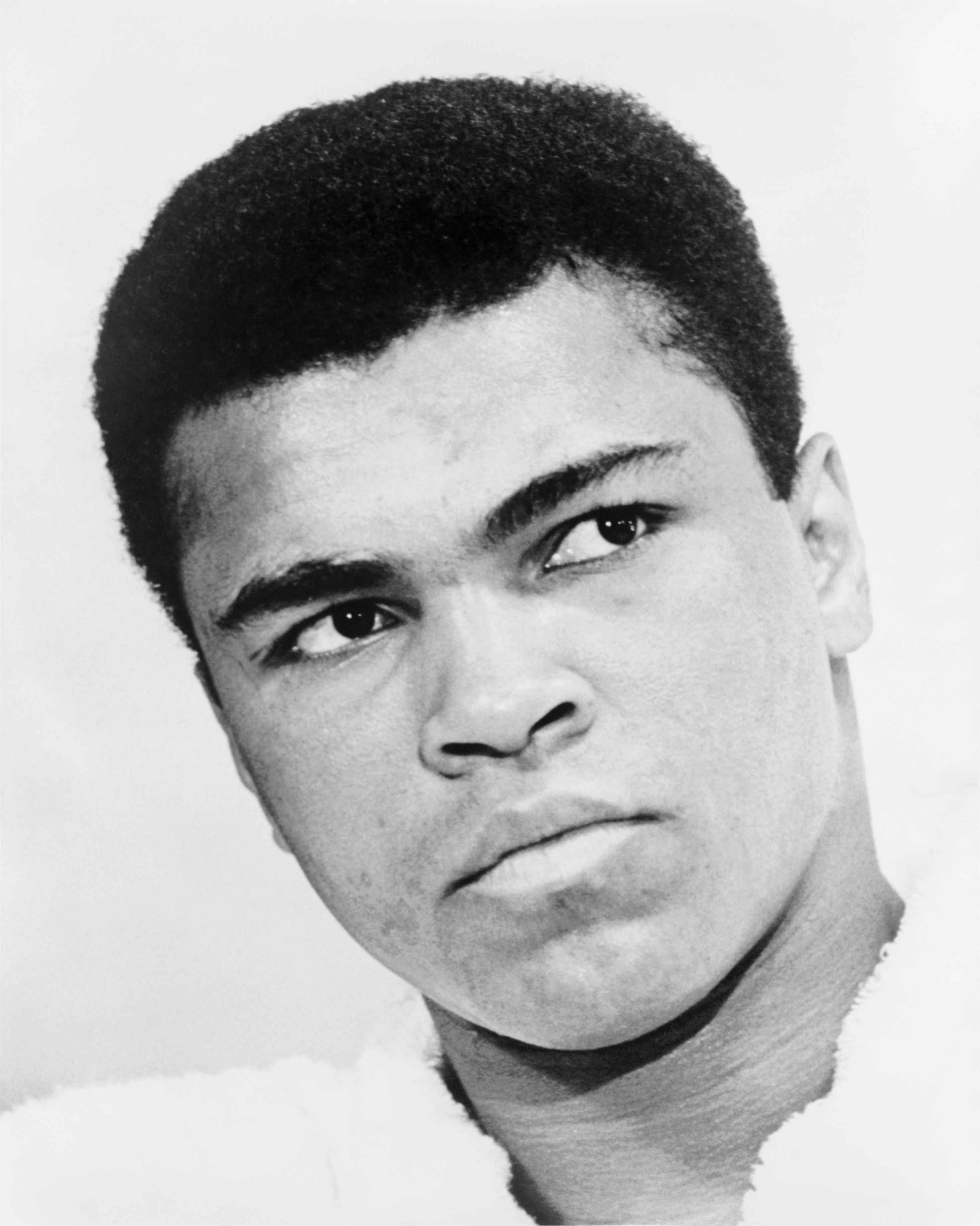
Muhammad Ali, afamado boxeador estadounidense, fue también activista en favor de los derechos de los afroamericanos.

«Negro», para muchas personas, es el término generalista aplicado por los grupos humanos fronterizos, principalmente árabes y europeos, a los integrantes de diversos pueblos del África subsahariana y a sus descendientes en América (véase afroamericano) y Europa, por tener en general una tez más oscura que la suya. Algunos consideran, por lo tanto, que el término «negro» no define en realidad a un grupo humano como tal y prefieren usar el nombre de cada cultura o etnia.
En español el término «negro» es de introducción relativamente reciente. En la literatura clásica se les suele llamar «prietos» o «etíopes». El racismo utilizó los términos «de color» y «negrito», que luego vinieron a ser considerados eufemismos. La antropología clásica utilizó a menudo el término «negroide» al hablar de supuestas características primitivas de ciertas morfologías craneanas. El término «negroide» fue utilizado asimismo como calificativo para atenuar el hecho de que grandes pueblos de la Antigüedad fuesen negros; al utilizar «negroide» se evitaba decir «negro». Debido a la herencia y connotaciones dejadas por el racismo, muchas personas tienen reparos en utilizar la palabra «negro». A pesar de ello, actualmente se impone la idea de que la negación de las diferencias no permite su valoración y respeto,[cita requerida] es más, innumerables cantantes, historiadores, filósofos, políticos, poetas y artistas de origen africano negro se refieren a sí mismos como negros de forma positiva.
En países como los Estados Unidos desde los años 1950 es cada vez más común el uso de la expresión «afroamericano» para referirse a los ciudadanos negros de origen africano, pero a muchos de los incluidos en esa categoría les parece discriminatoria esa expresión, al situarlos en el continente africano, como si un americano no pudiera ser negro sin reservas o especificaciones. El debate lleva a posturas encontradas, prefiriéndose actualmente la denominación «africano-americano».
Varias lenguas, entre ellas el inglés, el francés y el alemán, tienen dos términos para designar a las personas negras, uno descriptivo y otro cosificante y racista. Así, en inglés: black (negro), vs. negro y nigger; en español (en España): negro vs. negrata; en francés: noir (negro), vs. nègre, y en alemán: Schwarze (negros), vs. Neger.

## Genética y biología molecular del color de la piel

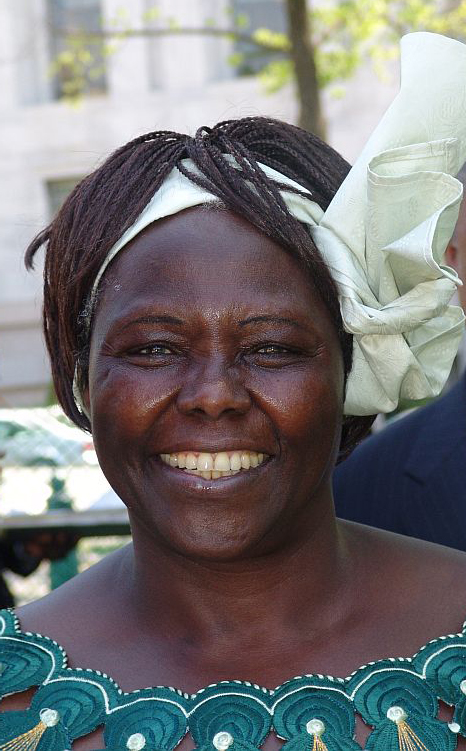
Wangari Muta Maathai, Premio Nobel de la Paz en 2004.

Se ha demostrado que las variaciones de pigmentación más oscuras, tanto en los seres humanos como en muchos otros animales, se debe a un mayor número, a un mayor tamaño y a una mayor densidad de los melanosomas, los orgánulos pigmentados de los melanocitos. Esta característica está asociada con un gen que codifica para un intercambiador de cationes localizado en una membrana intracelular, denominado Slc24a5. En los seres humanos, el gen ortólogo presenta dos alelos principales, los cuales difieren en un solo nucleótido que determina un cambio de alanina a treonina en la posición 111 de la proteína. El alelo ancestral que lleva la alanina se encontró en el 93 a 100 por ciento de las muestras de africanos, amerindios, asiáticos del sudeste y en poblaciones originarias de Oceanía. En cambio, el alelo que lleva la treonina, originado hace unos 6000 a 12 000 años y asociado a una pigmentación más clara, está presente en el 98,7 a 100 por ciento de las muestras tomadas de poblaciones europeas y asiáticas.
 Por lo tanto, las variaciones en este único gen, ubicado en el cromosoma 15 del genoma humano, estarían explicando las diferencias en la coloración de la piel en nuestra especie.